# 長谷川周
長谷川 周（はせがわ まこと、1941年 - ）は、仏塔についての数多の写真作品で知られる、日本の写真家。

## 略歴
愛知県出身、出生地は福島県（公式プロフィール）。1963年に東京綜合写真専門学校を卒業し、アオヤマ・フォトアートに入社。1966年から師と仰ぐ藤本四八のアシスタントを務め、1968年の7月にフリーランスの写真家として独立、1971年には日本写真家協会に入会する。
ライフワークに定めた木造層塔の取材撮影を1982年から始め、奈良県のものから着手。当初は重要文化財と国宝の仏塔に的を絞って撮影していたが、やがてそれらにとらわれず江戸時代末期までのあらゆる木造層塔を撮影するようになった。
1991年には日本旅行写真家協会に創立会員として入会し、2003年からは池袋コミュニティ・カレッジの講師を務めている。

## 著書
- 『中国仏塔紀行』 - 2006年6月 〔ISBN 4885919932〕
- 『インド仏塔紀行』 - 2006年4月 〔ISBN 4885919843〕
- 『仏塔の風景―心のふるさとを訪ねて』 - 2003年11月 〔ISBN 4054022294〕
- 『仏塔巡礼 東国編』 - 2000年12月 〔ISBN 4487795958〕
- 『仏塔巡礼 西国編』 - 2000年12月 〔ISBN 4487795966〕